# Braunlauf (Our)
Der Braunlauf ist ein etwa 15,4 km langer rechter und nordwestlicher Zufluss der Our in Ostbelgien, der in der wallonischen Provinz Lüttich verläuft.

## Name
Im althochdeutschen wurde der Fluss *Brūnaffa genannt, einer Zusammensetzung aus dem Grundwort -affa und ahd. brūn 'braun' (oder germ. *brūna- im Sinne von 'Ecke, Kante').

## Geographie

### Verlauf
Der Braunlauf entspringt im Naturschutzgebiet Entenfenn etwa 1,5 km nordwestlich von Maldingen auf einer Höhe von 494 m O.P. Vorwiegend nach Osten abfließend passiert er die Orte Braunlauf, Neubrück, Galhausen und Neidingen. Dort ändert er seine Fließrichtung nach Süden, umfließt Lommersweiler und mündet etwa 500 m südwestlich von Steinebrück auf einer Höhe von 367 m O.P. in die Our, die hier die deutsch-belgische Grenze bildet.

### Zuflüsse
- Rosbach (rechts)
- Mittelbach (links)
- Dorfbach (links)
- Moderbach (links)
- Entenbach (links)
- Prümerbach (links)
- Hasselbach (rechts)

## Naturschutz
Das Tal des Braunlaufs und seiner Zuflüsse (Vallée et affluents du Braunlauf) ist ein Natura 2000 Schutzgebiet (Nr. BE33063).
|  |  |